# Radcliff
Radcliff és una població dels Estats Units a l'estat de Kentucky. Segons el cens del 2000 tenia 21.961 habitants.

## Demografia
Segons el cens del 2000, Radcliff tenia 21.961 habitants, 8.487 habitatges, i 5.856 famílies. La densitat de població era de 739,2 habitants/km².
Dels 8.487 habitatges en un 38,5% hi vivien nens de menys de 18 anys, en un 48,7% hi vivien parelles casades, en un 16,1% dones solteres, i en un 31% no eren unitats familiars. En el 26% dels habitatges hi vivien persones soles el 6,1% de les quals corresponia a persones de 65 anys o més que vivien soles. El nombre mitjà de persones vivint en cada habitatge era de 2,57 i el nombre mitjà de persones que vivien en cada família era de 3,09.
Per edats la població es repartia de la següent manera: un 29,1% tenia menys de 18 anys, un 9,6% entre 18 i 24, un 32,6% entre 25 i 44, un 20% de 45 a 60 i un 8,6% 65 anys o més.
L'edat mediana era de 33 anys. Per cada 100 dones de 18 o més anys hi havia 91 homes.
La renda mediana per habitatge era de 35.763 $ i la renda mediana per família de 41.260 $. Els homes tenien una renda mediana de 30.518 $ mentre que les dones 20.982 $. La renda per capita de la població era de 16.436 $. Entorn de l'11,3% de les famílies i el 12,5% de la població estaven per davall del llindar de pobresa.

## Poblacions més properes
El següent diagrama mostra les poblacions més properes.